# Шемиран

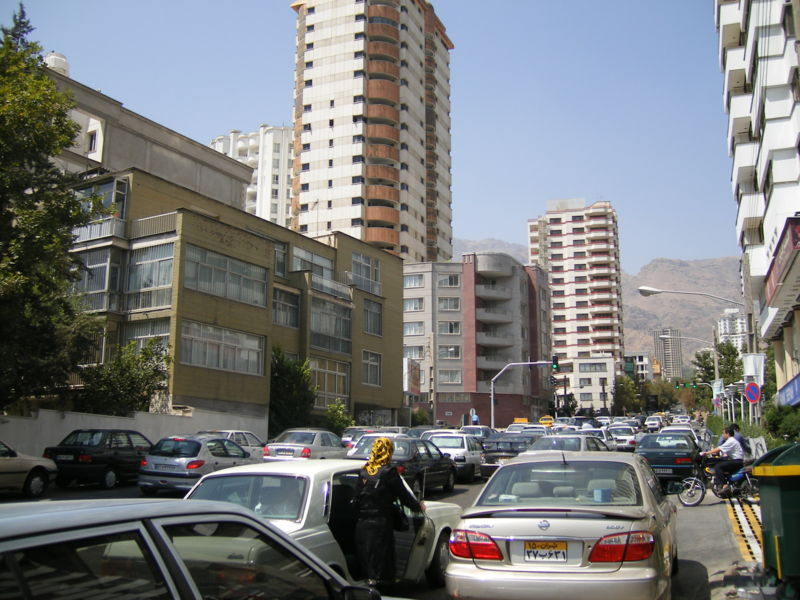
Район Фарманийе

Шемиран (перс. شمیران‎) — район в северном Тегеране. Самый северный район столицы Ирана, расположен на склонах Демавенда. Административно Шемиран представляет собой несколько районов, расположенных на территории шахрестана Шемиранат (1-й и частично 2-й муниципальные округа), но входящих в состав Большого Тегерана. Среди наиболее дорогих районов — Фарманийе и Элахийе.
Шемиран — один из наиболее дорогих и престижных районов Тегерана. Большинство иностранных посольств расположено здесь. До Исламской революции в районе располагались летние резиденции шахов династий Каджаров и Пехлеви.

В литературе :  Город упоминается и описывается в книге писателя Курбана Саида   "Али и Нино"